# ویکی‌تراول
ویکی‌تراول یا ویکی‌مسافرت (به انگلیسی: Wikitravel) پروژه‌ای دربارهٔ راهنمای سفر و گردشگری است. این پروژه توسط اِما پرودرومو و میشل ان جنکینز در تیر ۱۳۸۲ (۲۰۰۳ میلادی) راه‌اندازی شد. پس از این‌که در سال ۲۰۰۶ شرکت آمریکایی Internet Brands امتیاز و سرورهای آن را خرید و به تبلیغات در آن پرداخت، اکثر پدیدآورندگان و مشارکت‌کنندگان (در ابتدا بیشتر آلمانی و ایتالیایی) آن را ترک کردند و محتوا و مشارکت‌های خود را به ویکی‌سفر انتقال دادند.
ویکی‌تراول از طریق همکاری مسافران و گردشگران سراسر جهان ساخته شده است. مقالات می‌تواند هر سطح از ویژگی جغرافیایی، از قاره به مناطق مختلف و شهرستانها را پوشش دهد. این منطقی در سلسله مراتب متصل است که به وسیله تعیین مکان در یک مقاله تحت پوشش در مکان بزرگتری توسط دیگری، شرح داده شده است. این پروژه همچنین شامل مقالاتی در موضوعات مربوط به سفر برای مسافران است.
ویکی‌تراول یک پروژه چند زبانه با ۲۱ زبان است و هر پروژه به زبان خاص توسعه یافته و مستقل است. نسخه زبان انگلیسی از نظر تعداد مقالات با بیش از ۲۳،۷۰۰ مقاله، در صدر است.
پروژهٔ ویکی‌تراول با استفاده از نرم‌افزار مدیاویکی ایجاد شده است اما یک پروژه ویکی‌پدیا نیست و به طور مستقل اداره می‌شود. راهنماهای ویکی‌تراول تحت یک مجوز آزاد است و صاحبان آژانسهای گردشگری و مسافرتی هم ممکن است به محتوای آن کمک کند.
ویکی‌مسافرت جایزه بهترین وبگاه راهنمای سفر را در سال ۱۳۸۶ دریافت کرد.

## ایجاد پروژه ویکی‌سفر
پروژه ویکی‌سفر بر پایه اطلاعات ویکی‌تراول با ۹ زبان در تاریخ ۱۵ ژانویه ۲۰۱۳ راه‌اندازی شد که این پروژه از زیر مجموعه‌های پروژه‌های بنیاد ویکی‌مدیا است.